# Ledová čokoláda
Ledová čokoláda (německy Eiskonfekt) je druh cukrovinky pocházející z Německa. Je podobný čokoládě, v ústech vyvolává chladivý pocit.
Ledová čokoláda je připravována smíšením mléčné čokolády a kokosového oleje v poměru přibližně polovina až dvě třetiny ku jedné třetině až polovině. Neztužený kokosový olej v ústech taje (taje už při 20–23 °C) a odebírá z úst teplo. K tomu se může přičíst efekt chladu, který vyvolává případně obsažená dextróza nebo mentol, a další vliv má výrobcem doporučené skladování v chladu. Tím se vytváří dojem studené čokolády, především pokud se nechá roztát na jazyku.
Ledová čokoláda v ruce snadno taje, proto se prodává obvykle zabalená v lesklém papíře nebo balená v malých hliníkových košíčcích, z kterých se vylupuje přímo do úst.
Z legislativního pohledu nejde o čokoládu, ale o cukrovinku, jelikož obvykle neobsahuje potřebné množství kakaového másla a kakaové sušiny.
Ledová čokoláda vznikla ve 20. letech 20. století v Německu.